# Wittman D-12 Bonzo
Il Wittman D.12 "Bonzo" è un aereo da competizione progettato e costruito per partecipare alle National Air Races statunitensi tenutesi nella seconda metà degli anni trenta.

## Storia del progetto

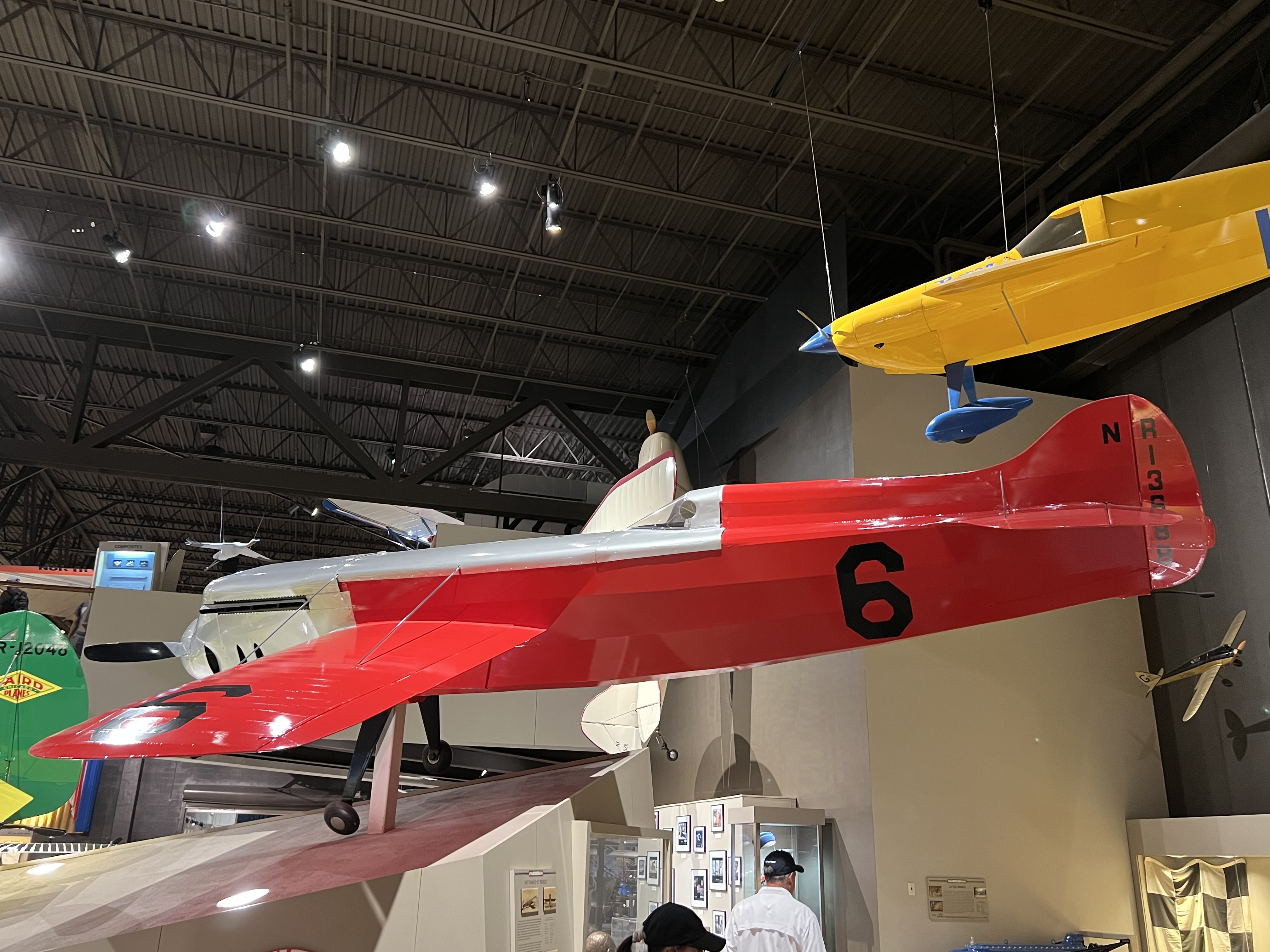
Il Wittman D-12 Bonzo (NR13688, cn 1) esposto permanentemente allo EAA Aviation Museum di Oshkosh.

Sylvester Wittman (1904-1995), conosciuto dagli amici come "Witt" o "Steve", è stato uno dei piloti di aerei da corsa su pylon (circuiti chiusi) di maggior successo della storia. Tra il 1926 e il 1989, partecipò e vinse più gare aeree di qualsiasi altro pilota. Oltre a costruire alcuni degli aerei da corsa di maggior successo al mondo, ha progettato e brevettato il carrello di atterraggio a molla utilizzato in seguito negli aerei leggeri Cessna. Lui e Bill Brennand hanno di fatto inventato le gare aeree di Formula Vee (con motore Volkswagen). L'aeroporto di Oshkosh, nel Wisconsin, porta ancora oggi il suo nome.
Wittman imparò a volare nel 1924 su un biplano Standard J-1 acquistato di seconda mano da un amico. Partecipò alla sua prima gara aerea due anni dopo a Milwaukee e partecipò per la prima volta alle National Air Races in Florida nel 1928. Nel 1931 si trasferì a Oshkosh, nel Wisconsin, per gestire il locale aeroporto e progettò e costruì il Chief Oshkosh, il suo primo velivolo da corsa. Con motori da 90 a 150 CV, il Chief Oshkosh vinse numerose gare tra il 1931 e il 1937 e si classificò "in the money" (nei primi posti) in molte altre, spesso competendo con aerei molto più potenti. Nel 1937, Wittman pilotò il Chief Oshkosh' stabilendo un record mondiale di velocità per la sua categoria, raggiungendo i 238,22 mph.
Nel 1934, Wittman si concentrò sulla famosa Thompson Trophy Race, una gara su piloni per aerei di dimensioni e potenza illimitate. Senza alcuna formazione aeronautica, appositamente per la Thompson Trophy Race  progettò e costruì il D.12 Bonzo (n/c NR13688) . Il design fu dettato dalla scelta del propulsore, che a sua volta fu dettato dalla disponibilità economica. Scelse un vecchio motore Curtiss D-12, dello stesso tipo utilizzato dai vincitori statunitensi della Coppa Schneider a metà degli anni venti del XX secolo, montandolo su una sofisticata aerodinamica. La fusoliera era grande appena il necessario per contenere il grosso motore V-12, il che le conferiva un aspetto bizzarro e spigoloso tanto che la stampa specializzata definì "una porta di fienile volante".

## Tecnica
Monoplano ad ala media, monomotore, di costruzione mista, per competizione. La fusoliera, costruita in tubi d'acciaio era ricoperta di tela. L'impennaggio di coda era del tipo classico monoderiva, dotato di piani orizzontali controventati, e timone. La configurazione alare era monoplana ad ala media, di costruzione lignea, dotate di due centine gemelle,  e rivestite in tessuto aeronautico. Nervature alari ravvicinate per fornire loro la resistenza necessaria alle velocità di gara. Il carrello d'atterraggio triciclo posteriore fisso, dotato di pattino di coda anch'esso fisso.
Il singolo pilota era ospitato in una cabina di pilotaggio chiusa, posizionata dietro all'ala, e dotata di parabrezza anteriore.
La propulsione era affidata ad un motore in linea Curtiss D-12 a 12 cilindri, raffreddati a liquido, erogante la potenza di 485 hp (362 kW) e azionante un'elica bipala.

### Impiego operativo

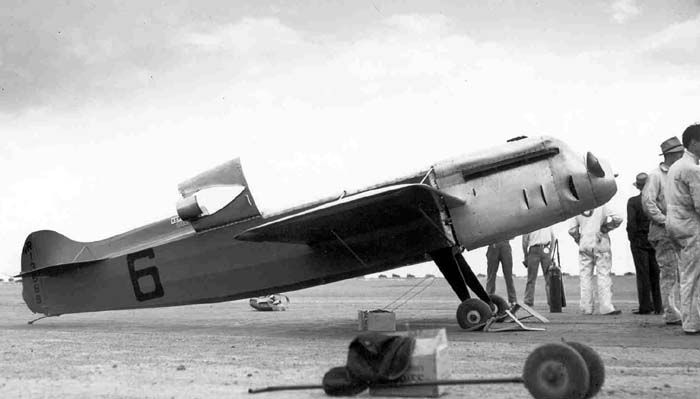
Il Wittman D-12 Bonzo a terra, con l'abitacolo del pilota aperto.

Nella sua prima partecipazione alla Thompson Trophy Race del 1935, il D-12 Bonzo si classificò al secondo posto dietro ad Harold Neumann he volava a bordo del Mr. Mulligan. Volando con D-12 Bonzo Wittman attraverso il paese fino alle National Air Races del 1936 a Los Angeles, ma atterrato a Cheyenne, nel Wyoming, un ritorno di fiamma del motore  diede fuoco al D.12. L'incendio fu rapidamente spento, ma l'aereo risultò troppo danneggiato per partecipare alla gara quell'anno. Un anno dopo, alla Thompson Trophy Race del 1937, Wittman volò con un il D-12 Bonzo ricostruito ottenendo il tempo di qualificazione più veloce: oltre 440 km/h. Fu in testa per 18 dei 20 giri della gara, finché il motore in panne lo costrinse a ridurre la potenza e a concludere al quinto posto, con 250 mph (402 km/h). Alle National Air Races del 1938, Wittman con il D-12 Bonzo si classificò al terzo posto a causa di una perdita del radiatore e nel 1939, nell'ultima gara Thompson prima della seconda guerra mondiale, concluse al quinto posto. Nella sua configurazione finale, il D-12 Bonzo poteva raggiungere, con soli 485 CV di potenza, una velocità di 325 mph (525 km/h), risultando più veloce dei caccia militari statunitensi dell'epoca.
Quando le gare aeree illimitate ripresero dopo la fine della guerra, esse furono dominate da aerei da caccia modificati: i tempi dei velivoli da corsa autocostruiti erano finiti e il D.12 Bonzo fu ritirato dalle competizioni. Wittman continuò a gareggiare e vincere su diversi aerei fino al suo ritiro nel 1989, all'età di 85 anni.
Il D.12 Bonzo venne donato dl suo proprietario all'EAA Aviation Museum di Oshkosh dove fu esposto in modo permanente una volta restaurato.